# Creiis viridis
Creiis viridis är en insektsart som först beskrevs av Walter Wilson Froggatt 1900.  Creiis viridis ingår i släktet Creiis och familjen rundbladloppor. Inga underarter finns listade i Catalogue of Life.